# The Poor Little Rich Girl
The Poor Little Rich Girl és una pel·lícula muda protagonitzada per Mary Pickford que feia creïble el seu personatge de nena d'onze anys (malgrat tenir-ne 25) al públic d'aleshores. Dirigida per Maurice Tourneur, es va estrenar el 5 de març de 1917. La pel·lícula, basada en l'obra de teatre homònima d'Eleanor Gates, té dues parts diferenciades. La primera és una història costumista d'una nena que viu ignorada per la seva família i maltractada pels criats filmada bàsicament dins de la casa. La segona part està centrada en els deliris de la noia que ha estat intoxicada per un somnífer i presenta tot un conjunt d'imatges oníriques combinades amb la realitat. La pel·lícula ha estat considerada per algun crític com una de les més influents en la història del cinema. El 1991, el National Film Registry de la Biblioteca del Congrés dels Estats Units la va seleccionar per a la seva preservació degut al seu interès cultural, històric o estètic.

## Argument
Gwendolyn és una nena d'onze anys que viu de manera solitària a la mansió dels seus rics pares. Aquests estan massa ocupats per fer-li cas i està al càrrec d'una sèrie de criats antipàtics. A la seva mare només l'interessa la vida social i el seu pare passa el dia atrafegat pels seus problemes financers que li fan plantejar fins i tot el suïcidi. Tampoc té amics amb qui jugar.
Ella necessita estimació i vol acció i llibertat. Per això es relaciona amb un lampista que arriba a casa a arreglar el lavabo o amb un organista ambulant; es baralla amb la filla snob d'una visita de la seva mare o gaudeix vestint-se de noi o fent una guerra de fang amb uns nois del carrer. Cada vegada però es ràpidament portada cap a casa. Un dia emmalalteix perquè la criada li ha donat una sobredosi de somnífer per poder ella marxar tranquil·la. Aleshores comença a delirar i barreja imatges i sons de la realitat amb imatges oníriques inspirades en la gent que l'envolta en cada moment: el lampista que la troba, els pares que la vetllen al llit, etc. Visita el jardí dels nens solitaris i el bosc d'explicar contes. A mesura que el seu estat empitjora la mort intenta emportar-se-la però al final la vida guanya la partida.
Durant el deliri, veu el seus pares, els criats i els seus pocs amics com són realment.. Les frases entretallades que la nena pronuncia sobre el que veu les senten els seus pares que vetllen al costat del seu llit i s'adonen que la vida de la nena ha estat desproveïda d'amor. Al matí, quan Gwendolyne recupera la consciència, els seus pares han decidit començar una nova vida i rescabalar-la de la seva passada actitud.

## Repartiment
- Mary Pickford (Gwendolyne)
- Madlaine Traverse (mare de Gwendolyne)
- Gladys Fairbanks (Jane, la mainadera)
- Frank McGlynn Sr. (el lampista)
- Emile LaCroix (music de carrer)
- Marcia Harris (Miss Royale)
- Charles Craig (Thomas)
- Frank Andrews (Potter)
- Herbert Prior (el metge)
- George Gernon (Johnny Blake)
- Maxine Elliott Hicks (Susie May Squoggs)
- Ned Burton[6]

## Producció
La producció de la pel·lícula va començar el desembre de 1916, poc després que Tourneur acabés el rodatge de l'anterior pel·lícula de Pickford, “The Pride of the Clan”. i es va rodar als estudis que l'actriu tenia a Fort Lee. Els directius de l'estudi van refusar inicialment estrenar la pel·lícula degut al seu contingut abstracte i per la seva mirada fosca sobre la infància. Pickford, com a propietària de l'estudi, va imposar que s'acabés estrenant i la pel·lícula va tenir una molt bona acollida. La pel·lícula va suposar un canvi radical respecte les caracteritzacions que solia fer l'actriu.